# پنکیک (ویرجینیای غربی)
پنکیک (به انگلیسی: Pancake) یک منطقهٔ مسکونی در ایالات متحده آمریکا است که در شهرستان همپشر، ویرجینیای غربی واقع شده‌است.